# Limnebius kelaniyae
Limnebius kelaniyae är en skalbaggsart som beskrevs av Manfred A. Jäch 1982. Limnebius kelaniyae ingår i släktet Limnebius och familjen vattenbrynsbaggar. Inga underarter finns listade i Catalogue of Life.